# NGC 5012
NGC 5012 is een balkspiraalstelsel in het sterrenbeeld Hoofdhaar. Het hemelobject werd op 10 april 1785 ontdekt door de Duits-Britse astronoom William Herschel.

## Synoniemen
- NGC 5012
- UGC 8270
- MCG 4-31-12
- ZWG 130,16
- KUG 1309 231
- IRAS13091 2310
- PGC 45795